# 李冠毅 (燈藝師)
李冠毅，中華民國燈藝師，工藝藝術師，花燈研習講師。李冠毅的花燈作品多次在臺灣舉辦的花燈競賽中獲獎。

## 經歷
- 教師花燈研習講師
- 台北燈節親子教學講師
- 宜蘭教師花燈研習講師
- 香港歷史博物館花燈講師[4]
- 加拿大康布蘭市花燈教學
- 2013年，頭份客家文化節邀請李冠毅燈藝師在上公園製作以頭份鎮內農產品為主題的花燈來展覧[5]
- 2020年，臺北市109年度教師民俗藝術花燈製作教學研習，林玉珠 (燈藝師)、錢劍秋擔任初階斑講師，莊雅婷、李冠毅 (燈藝師)擔任進階斑講師[6]。
- 2022年，111學年度中小學教師民俗藝術花燈製作研習，林玉珠 (燈藝師)、莊雅婷、李冠毅 (燈藝師)、李青芸、錢劍秋、蔡傑名擔任講師與該次研習講義編輯，謝婉芬擔任講師，梁茂森、黃麟傑擔任助教。

## 展覧
- 台灣文化節花燈展
- 台灣燈會國際燈區花燈設計製作
- 台北燈節花燈設計製作
- 台北縣政府燈會主燈設計製作
- 桃園燈會花燈設計製作
- 苗栗國家燈會科技燈區花燈製作
- 彰化市藝術館恐龍特展
- 國立傳統藝術中心歷年主題花燈設計製作
- 日本橫濱中華街元宵特展
- 加拿大冬季奧運燈展
- 2020台灣燈會在台中的入口意象「寶島發光」[7]

## 得獎
- 2014台灣燈會傳統燈區玫酒佳窯[8]
- 台北全國花燈競賽社會組佳作

## 受訪
- 李冠毅 (燈藝師)接受中央廣播電台的專訪[9]

## 相關
- 中華民國燈藝師林玉珠 (燈藝師)為李冠毅 (燈藝師)的母親。
- 中華民國燈藝師李青芸為李冠毅 (燈藝師)的妹妹。